# العلاقات الإكوادورية الجنوب إفريقية
العلاقات الإكوادورية الجنوب أفريقية هي العلاقات الثنائية التي تجمع بين الإكوادور وجنوب أفريقيا.

## مقارنة بين البلدين
هذه مقارنة عامة ومرجعية للدولتين:
| وجه المقارنة                                              | الإكوادور                      | جنوب أفريقيا |
| --------------------------------------------------------- | ------------------------------ | --- |
| المساحة (كم2)                                             | 283.56 ألف                     | 1.22 مليون |
| عدد السكان (نسمة)                                         | 16.62 مليون                    | 57.73 مليون |
| الكثافة السكانية (ن./كم²)                                 | 58.61                          | 47.32 |
| العاصمة                                                   | كيتو                           | بريتوريا، بلومفونتين، كيب تاون |
| اللغة الرسمية                                             | اللغة الإسبانية، كيشوا ‏، شوار ‏ | لغة إنجليزية، اللغة الأفريقانية، اللغة النديبلي الجنوبية، اللغة السوثو الشمالية، اللغة السوتية، لغة سوازي، اللغة التسونجا، اللغة التسوانية، اللغة الفيندية، اللغة الكوسية، اللغة الزولوية |
| العملة                                                    | دولار أمريكي، سوكري إكوادوري   | راند جنوب أفريقي |
| الناتج المحلي الإجمالي (بليون دولار)                      | 103.06 مليار                   | 349.42 مليار |
| الناتج المحلي الإجمالي (تعادل القوة الشرائية) بليون دولار | 185.24 مليار                   | 725.91 مليار |
| الناتج المحلي الإجمالي الاسمي للفرد دولار أمريكي          | 6.21 ألف                       | 5.72 ألف |
| الناتج المحلي الإجمالي للفرد دولار أمريكي                 | 11.37 ألف                      | 13.05 ألف |
| مؤشر التنمية البشرية                                      | 0.746                          | 0.666 |
| رمز المكالمات الدولي                                      | +593                           | +27 |
| رمز الإنترنت                                              | .ec                            | .za |
| المنطقة الزمنية                                           | 00                             | ت ع م+02:00، أفريقيا/جوهانسبرغ ‏ |

## منظمات دولية مشتركة
يشترك البلدان في عضوية مجموعة من المنظمات الدولية، منها:
| علم المنظمة | اسم المنظمة                                                | تاريخ انضمام الإكوادور | تاريخ انضمام جنوب أفريقيا |
| ----------- | ---------------------------------------------------------- | ---------------------- | ------------------------- |
|             | مؤسسة التنمية الدولية                                      | 7 نوفمبر 1961          | 12 أكتوبر 1960            |
|             | يونسكو                                                     | 22 يناير 1947          | 4 نوفمبر 1946             |
|             | وكالة ضمان الاستثمار متعدد الأطراف                         | 12 أبريل 1988          | 10 مارس 1994              |
|             | الأمم المتحدة                                              | 21 ديسمبر 1945         | 7 نوفمبر 1945             |
|             | العملية المشتركة للاتحاد الأفريقي والأمم المتحدة في دارفور | ?                      | ?                         |
|             | الفريق المعني برصد الأرض                                   | ?                      | ?                         |
|             | الاتحاد البريدي العالمي                                    | ?                      | ?                         |
|             | البنك الدولي للإنشاء والتعمير                              | 28 ديسمبر 1945         | 27 ديسمبر 1945            |
|             | المنظمة الهيدروغرافية الدولية                              | ?                      | ?                         |
|             | الاتحاد الدولي للاتصالات                                   | 17 أبريل 1920          | 1910                      |
|             | منظمة حظر الأسلحة الكيميائية                               | ?                      | ?                         |
|             | مؤسسة التمويل الدولية                                      | 20 يوليو 1956          | 3 أبريل 1957              |
|             | منظمة التجارة العالمية                                     | ?                      | 1995                      |
|             | منظمة الشرطة الجنائية الدولية                              | ?                      | ?                         |

## وصلات خارجية
- موقع وزارة الخارجية الإكوادورية
- موقع وزارة الخارجية الجنوب أفريقية